# Irineu Bicudo
Irineu Bicudo (4 de maio de 1940 – 20 de julho de 2018) foi um matemático, professor universitário e tradutor. Graduou-se em matemática pela USP, obteve doutorado pela PUC-SP e pós-doutorado pela University of California (Berkeley). Foi, também, pesquisador convidado na Fondation Hardt (Genebra) e professor titular da UNESP-RC. Na UNESP, atuou ainda como diretor do IGCE e como chefe do Departamento de Matemática. Seus trabalhos de pesquisa envolveram Álgebra, Fundamentos da Matemática, Teoria dos Conjuntos, Lógica, Filosofia da Matemática e História da Matemática. 
Desde o nome, a matemática é uma criação grega.— Irineu Bicudo, em sua palestra Geometria Grega.
Um de seus maiores legados para o mundo acadêmico foi a primeira tradução completa para o português, diretamente do grego, da célebre obra Os Elementos, de Euclides de Alexandria.
Se com Homero a língua grega alcançou a perfeição, atinge com Euclides a precisão.— Irineu Bicudo, no Ensaio Introdutório de sua tradução de Os Elementos.
O trabalho de tradução demorou mais de uma década.
Foram 15 anos de trabalho. Fui traduzindo os 13 livros em sequência e, ao rever o que traduzia, jogava tudo fora e começava de novo. Fiz isso um punhado de vezes.— Irineu Bicudo, em entrevista ao Jornal UNESP.